# Koniatyn (obwód czerniowiecki)
Koniatyn (ukr. Конятин) – wieś na Ukrainie, w obwodzie czerniowieckim, w rejonie putylskim, nad Białym Czeremoszem.